# Come as You Are
Come as You Are – utwór amerykańskiego zespołu grunge'owego Nirvana. Znalazł się on na wydanym w 1991 roku albumie Nevermind. Jest to drugi singiel z tej płyty i choć nie odniósł on tak wielkiego sukcesu jak jego poprzednik „Smells Like Teen Spirit”, to pozostaje jednym z największych przebojów zespołu. Do utworu „Come as You Are” nakręcono teledysk w reżyserii Kevina Kerslake.
W 1993 roku grupa Killing Joke pozwała Nirvanę do sądu o plagiat ich utworu pt. „Eighties”, charakterystyczny motyw basowy miał zostać skopiowany właśnie w „Come as You Are”, proces wycofano jednak po śmierci Kurta Cobaina.

## Lista utworów
1. „Come as You Are” [LP Version]
2. „Endless, Nameless”
3. „School” (live)
4. „Drain You” (live)

## Miejsca na listach przebojów

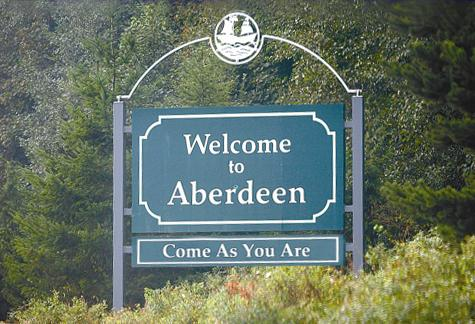
Wjazd do miasteczka Aberdeen

| Rok  | Lista                              | Miejsce |
| ---- | ---------------------------------- | ------- |
| 1992 | Official New Zealand Singles Chart | 3       |
| 1992 | Mainstream Rock Tracks(US)         | 3       |
| 1992 | Modern Rock Tracks (US)            | 3       |
| 1992 | Slovakian Airplay Charts           | 6       |
| 1992 | Official Irish Singles Chart       | 7       |
| 1992 | Official Italian Singles Chart     | 8       |
| 1992 | Official UK Singles Chart          | 9       |
| 1992 | Lista Przebojów Programu Trzeciego | 9       |
| 1992 | Official Finland Singles Chart     | 12      |
| 1992 | Official French Singles Chart      | 12      |
| 1992 | Official Holland Singles Chart     | 14      |
| 1992 | Official Belgium Singles Chart     | 15      |
| 1992 | Official Spanish Singles Chart     | 16      |
| 1992 | French Airplay Chart               | 16      |
| 1992 | Official Switzerland Singles Chart | 21      |
| 1992 | Official German Singles Chart      | 22      |
| 1992 | Official Sweden Singles Chart      | 24      |
| 1992 | Official Australian Singles Chart  | 25      |
| 1992 | Official Austrian Singles Chart    | 28      |
| 1992 | The Billboard Hot 100 (US)         | 32      |
| 1992 | Canadian National Airplay Chart    | 33      |
| 1992 | Hot 100 Brasil                     | 51      |
| 1992 | Triple J Hottest 100               | 76      |

## Wyróżnienia
- Magazyn NME umieścił „Come as You Are” na 9. miejscu wśród 20 najlepszych utworów Nirvany „Top 20 Nirvana Songs” (2004)
- Magazyn Q umieścił „Come as You Are” na 10. miejscu wśród 10 najlepszych utworów Nirvany „10 Greatest Nirvana Songs Ever” (2004).
- Magazyn Kerrang! umieścił „Come as You Are” #49 w rankingu „100 Greatest Rock Tracks Ever” i na #28 w rankingu „100 Greatest Singles of All Time”.
- Magazyn Rolling Stone umieścił „Come as You Are” na #445 na liście „The 500 Greatest Songs of All Time”.

## Remiksy
- W 2014 roku ukazał się remix utworu utrzymany w trapowym stylu autorstwa rapera Popka i producenta Matheo[2].